# ゲーム発展途上国IIDX
『ゲーム発展途上国IIDX』は、2001年にフリーウェアとして公開された経営シミュレーションゲームである。

## 概要
ゲーム会社を経営する内容で、『TECH Win』2001年10月号のコーナー「デジタルアイアンマン」に収録され、ふりーむの主催する「FREE GAME AWARDS 2002」では読者投票によって入賞している。
2種類のゲームモードが用意されており、このうち「初心者モード」ではゲーム開始時の資金が「通常モード」よりも多く、次にやるべき操作を指示してくれる機能がある。ただし「初心者モード」には期間が定められており、ゲーム内の時間で3年間経過すると自動的に終了となる。
本作の公開後にカイロソフトは携帯電話用ゲームに開発主体を移し、初期には本作を簡略化移植した『ゲーム発展途上国』も公開された。『ゲーム発展途上国』を発展させた『ゲーム発展国++』は2008年に公開された後に、2010年にスマートフォン向けに移植されると欧米圏で話題となり、2011年のGame Developers Choice Awardsでは「Best Handheld Game」部門にノミネートするなど高評価を得ている。

## 評価
窓の杜のコーナー「週末ゲーム」では、「ゲームのジャンル分けやカテゴリーに多少違和感も覚えたが、経営シミュレーションゲームとしてはとてもおもしろい」と評価されており、「どういった戦略で挑むかはプレイヤー次第で、遊び方の幅は広い」とも評されている。
またVectorの「新着ソフトレビュー」では、「遊び方の自由度が非常に高い奥の深いゲーム」と評されており、「さまざまなイベントが用意されていることや、操作性のよさ」について評価された。また「ゲーム開発の手順や、ゲームのジャンルわけなどにはちょっと疑問もある」とされつつも、「この点の割り切りが操作を煩雑にせず、このゲームをおもしろいものにしている」「絶妙のゲームバランスといってよい」と評されている。
なお前作にあたる『ゲーム発展途上国』は『TECH Win』1996年12月号に収録され、1997年4月には商品化が決定したがのちに中止された。しかし、2003年にフィーチャーフォン用ゲーム（iアプリ、EZアプリ、Vアプリ）として移植されている。